# 千葉県立佐倉高等学校の人物一覧
千葉県立佐倉高等学校の人物一覧（ちばけんりつさくらこうとうがっこうのじんぶついちらん）は、千葉県立佐倉高等学校に関係する主な人物の一覧記事。
千葉県立佐倉第一高等学校時代の人物も含む。

## 著名な出身者

### 政・官・財
- 西村茂樹（貴族院議員・華族女学校長・伯爵）
- 渡辺暢（貴族院議員・東京地方裁判所長）
- 浜野昇（元衆議院議員・医師・初の医学士の衆議院議員）
- 鶴岡洋（元参議院議員会長・参議院常任顧問・元公明党副代表）
- 木倉和一郎（元衆議院議員）
- 高橋誉冨（元参議院議員）
- 江口一雄（衆議院厚生委員会委員長・元防衛政務次官・元自民党商工部会長）
- 児玉秀雄（府立一中へ中途転校・政治家・元国務大臣・元文部大臣）
- 藤代健吾（千葉県印西市長）
- 上村伸一（外交官・駐イギリス大使・中途転校）
- 林董（外交官・政治家・元外務大臣・逓信大臣・正三位勲一等旭日桐花大綬章、伯爵）
- 藤井善言（文部省書記官）
- 田中泰助（元大蔵省大臣官房審議官・瑞宝中綬章受章）
- 神崎茂治（ノーリツ代表取締役社長）
- 峰岸真澄（リクルートホールディングス代表取締役社長・経済同友会副代表幹事）
- 長谷川和廣（元ケロッグジャパン代表取締役社長・ニコン・エシロール代表取締役）
- 西村勝三（リーガルコーポレーション創業者）
- 塚本素山（元塚本総業代表取締役社長）
- 飯沼金太郎（亜細亜航空学校創立者・航空黎明期のパイロット）
- 佐藤百太郎（日米貿易の先駆者・日本領事）
- 藤井浩二（鉄道愛好家・元京成電鉄運輸部運転課長）

### 教育・学術
- 伊東忠太（建築学者・東京帝国大学名誉教授・文化勲章受章）
- 高橋卯之助（数学者・東京帝国大学教授）
- 土方辰三（英文学者・東京大学教養学部教授・成蹊大学名誉教授）
- 斉藤忠利（英米文学者・一橋大学名誉教授）
- 依田學海（漢文学者）
- 津田仙（農学者・キリスト教学者）
- 本沢竹雲（漢学者・分校「北庠」を中途転校）
- 市原松平（工学者・名古屋大学名誉教授・土木学会名誉会員）
- 小柴保人（工学者・東北大学教養部教授・土木工学）
- 比留間豊（工学者・勲三等瑞宝章受章）
- 宇野利雄（数学者・京城帝国大学教授・情報処理学会名誉会員）
- 岡田直之（社会学者・元成城大学教授、東洋大学教授）
- 白鳥庄之助（会計学者・成城大学名誉教授）
- 山田吉彦（経済学者・東海大学教授）
- 石丸久（近代文学者・元早稲田大学教授・元早稲田大学高等学院教諭・元代々木ゼミナール講師）
- 内海喩（化学者・東京工業大学教授・日本大学理工学部名誉教授）
- 都田恒太郎（キリスト教学者・日本聖書協会総主事・青山学院理事）
- 大野磯吉（海洋生物学者）
- 水島一也（保険学者・神戸大学名誉教授）
- 佐藤泰三（精神科医・都立梅ヶ丘病院院長・順天堂大学精神医学教室教授）
- 勝田茂（医学者・筑波大学名誉教授）
- 斉藤一（医学者・大原記念労働科学研究所所長）
- 村松励（心理学者・専修大学教授）
- 吉原呼我（教育家）
- 入江春彦（海洋生物学者・長崎大学名誉教授）
- 木村浩（教育学者・元国立教育研究所研究室長・城西大学名誉教授）
- 行木孝夫（数学者・北海道大学教授）

### 報道・評論
- 高田元三郎（元毎日新聞社最高顧問・勲一等瑞宝章受章）
- 莇仁蔵（元毎日新聞社代表取締役・編集総長）
- 渡貫良治（読売新聞論説委員・元長崎新聞社社長）
- 師岡武男（共同通信論説委員・評論家）

### 芸術
- 香取秀真（鋳金工芸作家・文化勲章受章・東京芸術大学教授）
- 津田信夫（鋳金工芸作家・勲四等瑞宝章受章・東京芸術大学教授）
- 浅井忠（洋画家・東京芸術大学教授）
- 永倉江村人（画家・九州帝国大学医学部解剖学教室嘱託）
- 森谷延雄（インテリアデザイナー・千葉大学工学部教授）
- 藤崎武男（作家・ルポライター）
- 櫻井慶治（洋画家・紺綬褒章受章）
- 牛玖健治（洋画家・版画家）
- 生田宏司（銅版画家）
- 高見まこ（漫画家）
- 香川松石（書家）

### スポーツ
- 井上貴朗（元プロ野球選手）
- 大沢慶己（講道館十段・早稲田大学名誉教授・「柔道入門」等著者）
- 亀山宏大（ラグビー選手・NECグリーンロケッツ）
- 亀山雄大（ラグビー選手・NECグリーンロケッツ）
- 斉藤博（元プロ野球選手）
- 白鳥伸雄（競輪選手・1965年賞金王）
- 高橋茂（元サッカー選手・サッカー日本代表）
- 辻哲英（JRA調教師）
- 長嶋茂雄（読売ジャイアンツ終身名誉監督）
- 野木丈司（元プロボクサー・現ボクシングトレーナー）
- 野平明雄（元・全日本卓球複チャンピオン・第23回世界卓球選手権大会シングルス3位）
- 乃村雅之（アマチュアボディビルダー）
- 森川海斗（ラグビー選手・ラグビー日本代表・ホンダヒート）
- 山岡勝（元プロ野球選手）

### 軍人
- 桜井規矩之左右（海軍少将）
- 貝塚武男（海軍中将）
- 檜貝襄治（海軍大佐・太平洋戦争時の爆撃機の名パイロット）
- 赤井春海（陸軍中将・勲一等瑞宝章受章）
- 兼坂隆（海軍中将）
- 大築尚志（陸軍中将）
- 吉見精（陸軍大佐）

## 著名な元教員
- 小出義雄（女子マラソン監督）
- 正木ひろし（弁護士）
- 勝田孝興（アイルランド文学者・語学者・同志社大学教授）
- 島田良二（文学者・千葉大学名誉教授）
- 工藤好美（英文学者・台北帝国大学教授・京都大学教授）
- 海保漁村（幕末の儒学者）
- 増田孝（テレビ東京「開運!なんでも鑑定団」鑑定士・古文書学者・愛知東邦大学教授）
- 佐藤泰然（蘭方医学者・学校法人順天堂創始者）
- 厨川千江（俳人）
- 倉田幽谷（儒学者）
- 山内佐太郎（教育者、天文学的な観測による子午線の測量の提唱。従五位勲六等）
- 市原弘道（千葉県初の高校野球甲子園大会全国制覇監督）
- 佐々木等（元日本代表サッカー選手、元日本代表サッカー監督、元宇都宮大学教授）
- 平野縫殿（日米修好通商条約調印時の監察官）
- 逸見宗助（剣豪・警察官）
- 手塚律蔵（外交官・洋学者）